# Paula Teixeira da Cruz

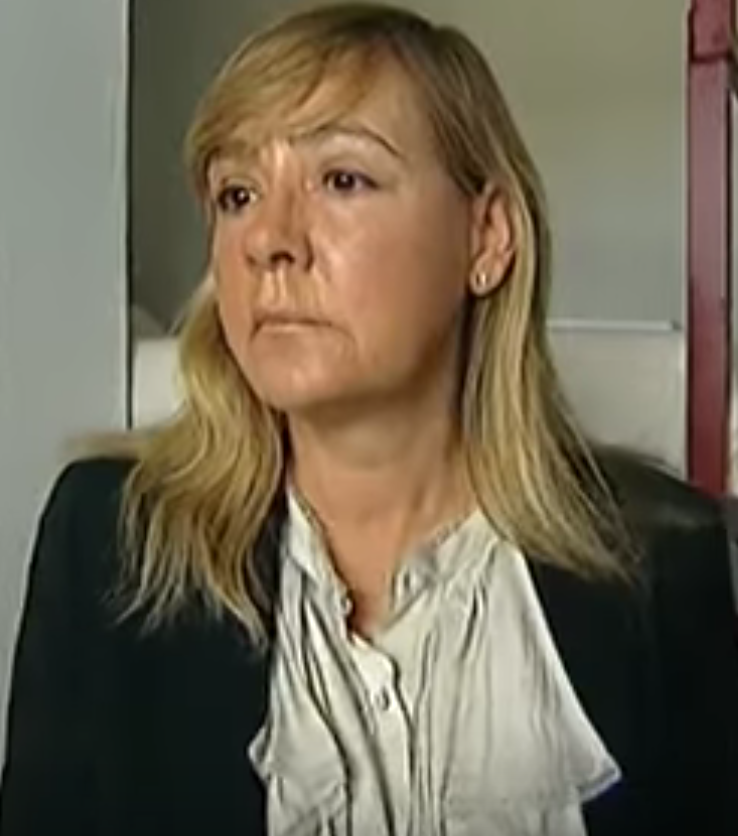
Teixeira Cruz, 2015

Paula Maria von Hafe Teixeira da Cruz (* 1. Juni 1960 in Luanda, Angola) ist eine portugiesische Juristin und Politikerin. Vom 21. Juni 2011 bis Herbst 2015 hatte sie das Amt der Ministerin für Justiz im Kabinett Passos Coelho inne.

## Leben
Teixeira Cruz wurde am 1. Juni 1960 in der damaligen portugiesischen Überseeprovinz Angola geboren. 1975 floh sie mit ihren Eltern aus der in die Unabhängigkeit entlassene Provinz zurück nach Lissabon. Dort begann sie 1983 ihr Jurastudium an der Freien Universität Lissabon. Bis 1987 lehrte sie auch an der Universität, als auch an der juristischen Fakultät der Universität Lissabon im Bereich des Verwaltungsrechts. Im gleichen Bereich lehrte sie auch an der Hochschule für Finanzen von 1991 bis 1992.

### Berufliche Laufbahn
1992 eröffnete Teixeira da Cruz ihre eigene Kanzlei in der Lissabon Rua Garrett. 1996 stieg sie in die Großkanzlei F. Castelo Branco & Associados ein, wo sie den Bereich für öffentliches, Verwaltungs- und Umweltrecht koordinierte. Zwischen 1999 und 2003 war Teixeira da Cruz Mitglied im Obersten Rat der Generalstaatsanwaltschaft (Conselho Superior do Ministério Público), von 2003 bis 2005 Mitglied im Obersten Rat der Magistratur (Conselho Superior da Magistratura), ein staatliches Organ, das die Richter des Landes einsetzt und beaufsichtigt.

### Parteipolitische Laufbahn
Seit 1995 ist Paula Teixeira da Cruz Mitglied der portugiesische Sozialdemokraten (PSD). In ihrem Wohnort Lissabon war sie zwischen 1998 und 2002 Mitglied der sozialdemokratischen Fraktion im Stadtrat, zwischen 2005 und 2009 Präsidentin des Stadtparlaments von Lissabon (Assembleia Municipal). 1997/1998 war sie im Vorstand (Commissão Política Nacional) der PSD, ebenso wie 2005/2006 unter Luís Marques Mendes. Seit 2010 ist sie stellvertretende Vorsitzende unter Pedro Passos Coelho der PSD aus.
Am 17. Juni 2011 schlug der zuvor in der Parlamentswahl siegreiche Pedro Passos Coelho Paula Teixeira da Cruz als eine von vier sozialdemokratischen Ministern für sein Kabinett vor. Staatspräsident Cavaco Silva ernannte sie daraufhin am 21. Juni 2011 zur Ministerin für Justiz.

## Privat
Paula Teixeira da Cruz ist seit 2008 von ihrem Mann Paulo Teixeira Pinto geschieden, den sie 1984 geheiratet hatte. Aus dieser Ehe gingen zwei Kinder hervor, wobei eines bereits verstorben ist.